# Camille Charles Le Clerc de Fresne
Camille Charles Le Clerc de Fresne (Lione, 26 febbraio 1741 – Saint-Symphorien-sur-Coise, gennaio 1797) è stato un militare e politico francese, veterano della guerra d'indipendenza americana, ricoprì l'incarico di governatore ad interim dell'Île de France (1785), e di governatore generale dell'India francese (1789-1792).

## Biografia

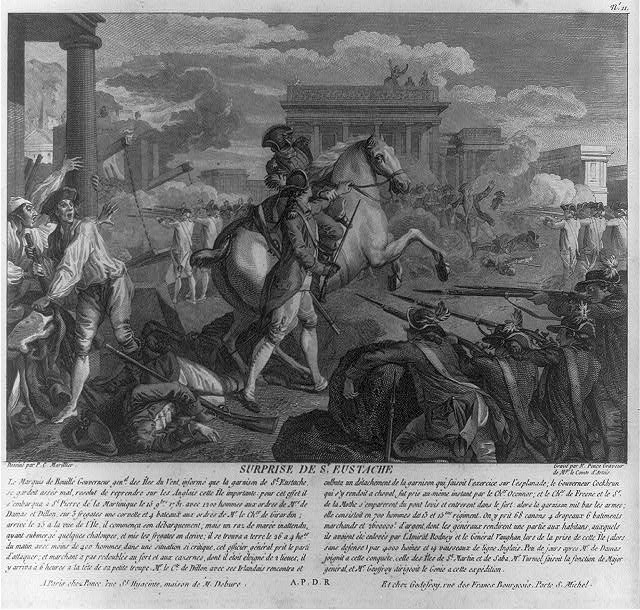
Surprise de St Eustache, stampa del 1784 che evoca i fatti d'armi del marchese de Bouillé nel settembre 1781 a Saint-Eustache, citando Le Clerc de Fresne (inciso da Nicolas Ponce, secondo Clément-Pierre Marillier).

Nacque a Lione il 26 febbraio 1741, figlio di  Jacques Le Clerc de Fresne (1705-?), signore di La Verpillière, già sindaco di Lione e Cavaliere dell'Ordine di San Luigi, e di Catherine de Boësse. All'età di sedici anni, nel marzo 1757, fu nominato ufficiale del Régiment de Lyonnais, poi tenente nell'agosto del medesimo anno e aiutante maggiore l'8 giugno 1767. Capitano il 27 luglio luglio 1769, divenne maggiore in forza al Régiment Royal-Comtois nell'aprile 1779. Tenente colonnello nel giugno 1780, comandò il II Battaglione del Régiment Royal-Comtois che fu mandato a combattere in Martinica nel corso della guerra d'indipendenza americana.
Nei Caraibi si distinse, contro gli inglesi, nelle vittoriose operazioni di Tobago e Saint Eustatius nonché di Saint Kitts e Nevis. Ritornato in Francia, fu nominato tenente colonnello del Régiment d'Auxerrois nel novembre 1782.
Nell'aprile 1784 fu nominato colonnello del Régiment de Île-de-Bourbon. Giunto a bordo della La Subtile, sostituì, da aprile a giugno 1785, il governatore dell'Île de France, François de Souillac, partito per riprendere possesso delle stazioni commerciali francesi in India, pochi mesi dopo la morte del governatore Charles Joseph Patissier de Bussy-Castelnau.
Assegnato a Pondichéry come comandante, servi sotto i governatori David Charpentier de Cossigny e Thomas Conway. Il 20 giugno 1788 sposò, all'età di quarantasette anni, la figlia di un capitano di porto, Émile-Thomasse de Solminihac (1770-1846), da cui ebbe un figlio Camille Émile Pondichéry.
Le 4 ottobre 1789 fu nominato governatore generale Pondichéry. Nel febbraio 1790, la notizia della Rivoluzione francese provocò qualche problema nei territori. Secondo le testimonianze locali, e in assenza di direttive da parte della Francia, amministrò con saggezza e senza intoppi. Ma la sua autorità fu presto ridotta dall'elezione dell’Assemblea Rappresentativa Coloniale, del suo presidente (Jean-Baptiste de Bury de Saint-Fulgence) e poi del sindaco di Pondicherry, e infine, con l'arrivo del commissario civile Daniel Lescallier. Durante il suo governatorato, sembra che abbia svolto il ruolo di mediatore tra Pierre Sonnerat, allora comandante della piazza di Yanaon, e vari cittadini, che si lamentavano della gestione di quest'ultimo, sospettato di volersi arricchire.
Stanco, chiese il rimpatrio, con effetto dal gennaio 1793. Si imbarcò su una nave americana che lo riportò prima a Londra, poi attraversò la Svizzera e arrivò a Lione. Sua moglie e i suoi figli erano già tornati in Francia nell'agosto del 1791 e si erano stabiliti in Bretagna, in un maniero vicino a Moëlan-sur-Mer (dove suo figlio sarebbe diventato sindaco).
Malato, si spense a Saint-Symphorien-sur-Coise, nel gennaio 1797.

### Fonti
1. 1 2 3 4 5 6 7 8 9 10 11 12 13 14 15 16 17 18 19  Gobalakichenane 2013, p. 4.
2. 1 2  Geneanet.
3. 1 2  Le Bihan 1967, p. 298.
4. ↑  Toussaint, Pipon 1977, p. 26.